# Puha hatalom

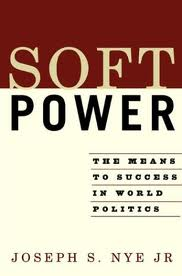
Joseph Nye 2004-es kötete a puha hatalomról

A puha hatalom (nemzetközileg széles körben használt angol kifejezéssel soft power) politikai fogalma a társadalmi, politikai, állami hatalomnak azokat a viselkedési formáit, eszközeit és politikáit jelöli, amelyek értékalapú vonzással befolyásolják a másik fél viselkedését, arra ösztönözve, hogy kényszerítő erő nélkül, önként fogadja el a másik céljait. Más megfogalmazásban egy ország által sugárzott értékek összessége.

## Leírása
Joseph Nye, a Harvard Egyetem professzora, neves politikai elemző kezdte alkalmazni a 80-as évek végén a hard power, soft power és a smart power fogalmait, azaz a kemény, a puha és az okos erőt. A kemény hatalom egy állam hatalmának hagyományos felfogása, a katonai és a gazdasági erő. Az okos hatalom pedig a kemény és a puha hatalom kombinációja.
A puha hatalom származhat az ország mások számára vonzó kultúrájából, követendőnek tartott politikai értékeiből vagy erkölcsi tekintéllyel bíró külpolitikájából. Bizonyos helyzetekben a soft power eszközeként működhet a katonai és a gazdasági hatalom is (felszabadítás, békefenntartás, segélyek, támogatások), bár ezt a kettőt általában hard power, azaz kemény hatalmi típusú hatalmi eszközként tartjuk számon.

## Rangsorok
Számos nemzetközi politológiai intézmény évente elkészíti az országok rangsorát az adott intézet szerint mért soft power, puha hatalom összefüggésében. Ezek a tanulmányok számos tényezőt vizsgálnak, köztük az adott ország diplomáciai hálózatának kiterjedtségét, a nemzetközi szervezetekkel való kapcsolatot, oktatási intézményeinek vonzerejét, kulturális és gasztronómiai attrakcióit, az üzleti vállalkozások iránti vonzerejét, digitális lábnyomát, lakóinak közvéleményét.
| Helyezés | Ország |
| -------- | ------ |
| 1        | USA    |
| 2        | GBR    |
| 3        | GER    |
| 4        | JPN    |
| 5        | CHN    |
| 6        | FRA    |
| 7        | CAN    |
| 8        | SUI    |
| 9        | ITA    |
| 10       | UAE    |

| Helyezés | Ország |
| -------- | ------ |
| 1        | USA    |
| 2        | FRA    |
| 3        | UK     |
| 4        | JPN    |
| 5        | GER    |
| 6        | SUI    |
| 7        | KOR    |
| 8        | ESP    |
| 9        | CAN    |
| 10       | CHN    |

| Helyezés | Ország |
| -------- | ------ |
| 1        | USA    |
| 2        | DEN    |
| 3        | FRA    |
| 4        | KOR    |
| 5        | SUI    |
| 6        | JPN    |
| 7        | GER    |
| 8        | GBR    |
| 9        | ITA    |
| 10       | UKR    |

| Helyezés | Ország |
| -------- | ------ |
| 1        | FRA    |
| 2        | GBR    |
| 3        | GER    |
| 4        | SWE    |
| 5        | USA    |
| 6        | SUI    |
| 7        | CAN    |
| 8        | JPN    |
| 9        | AUS    |
| 10       | NLD    |

## Fordítás
- Ez a szócikk részben vagy egészben  a   Soft power című angol Wikipédia-szócikk ezen változatának fordításán alapul.  Az eredeti cikk szerkesztőit annak laptörténete sorolja fel. Ez a jelzés csupán a megfogalmazás eredetét és a szerzői jogokat jelzi, nem szolgál a cikkben szereplő információk forrásmegjelöléseként.